# Sezonul de Formula 1 din 1960
Sezonul de Formula 1 din 1960 a fost cel de-al 14-lea sezon al curselor auto de Formula 1 FIA. A inclus cea de-a 11-a ediție a Campionatului Mondial al Piloților, și a 3-a ediție a Cupei Internaționale pentru Constructorii de F1. Sezonul a fost disputat pe parcursul a zece curse, începând cu Marele Premiu al Argentinei pe 7 februarie și terminându-se cu Marele Premiu al Statelor Unite pe 20 noiembrie. În 1960 s-au desfășurat și alte cinci curse care nu au făcut parte din campionat.
Ultimul an al formulei de 2,5 litri a produs victorii repetate pentru Jack Brabham și Cooper și a văzut Lotus, Porsche și BRM încercând mașini cu motor-spate. Mașinile Scarab ale lui Lance Reventlow, ca și Aston Martin-urile, erau cu motor frontal și surclasate. Rob Walker Lotus, prin Stirling Moss, i-a oferit lui Colin Chapman prima sa victorie în Grand Prix la Monaco, fiind urmată de o victorie în SUA. Toate celelalte Mari Premii au mers la Cooper, cu excepția celui din Italia, care a fost boicotat de constructorii britanici, deoarece italienii foloseau întreaga configurație ovală a circuitului Monza. Jack Brabham a câștigat al doilea titlu consecutiv la piloți, iar Cooper și-a asigurat al doilea campionat consecutiv la constructori.
Sistemul punctaj a fost schimbat, punctul pentru cel mai rapid tur fiind scos, iar locul șase primea și el un punct. Cele mai bune șase rezultate au fost luate în calcul pentru campionat, față de cinci în sezonul precedent. A fost ultimul Campionat Mondial care a inclus cursa Indianapolis 500, și ultimul sezon care a văzut o victorie pentru o mașină cu motor frontal într-o cursă de Campionat Mondial.
Trei piloți au murit în acest sezon în curse de Grand Prix: americanul Harry Schell într-o cursă non-campionat la Silverstone, și britanicii Chris Bristow și Alan Stacey, ambii uciși la Marele Premiu al Belgiei de la Spa-Francorchamps. Stirling Moss a fost grav rănit într-un accident suferit în antrenamentele pentru acest eveniment și nu a concurat în cea mai mare parte a sezonului.

## Piloții și echipele înscrise în campionat
Următorii piloți și constructori au participat în Campionatul Mondial al Piloților din 1960 și în Cupa Internațională a Constructorilor de F1 din 1960. Toate echipele au concurat cu pneurile furnizate de Dunlop.
| Imagine           | Concurent                                       | Constructor   | Motor                                                | Șasiu        | Piloți                    | Piloți       |
| ----------------- | ----------------------------------------------- | ------------- | ---------------------------------------------------- | ------------ | ------------------------- | ------------ |
| Imagine           | Concurent                                       | Constructor   | Motor                                                | Șasiu        | Numele pilotului          | Etape        |
| Aston Martin DBR4 | David Brown Corporation                         | Aston Martin  | Aston Martin RB6 2,5 L6                              | DBR4 DBR5    | Roy Salvadori             | 4, 7         |
| Aston Martin DBR4 | David Brown Corporation                         | Aston Martin  | Aston Martin RB6 2,5 L6                              | DBR4 DBR5    | Maurice Trintignant       | 7            |
|                   | Camoradi International                          | Behra-Porsche | Porsche 547/3 1,5 F4                                 | RSK          | Masten Gregory            | 1            |
| Fred Gamble       | Camoradi International                          | Behra-Porsche | Porsche 547/3 1,5 F4                                 | RSK          | 9                         |              |
| BRM P48           | Owen Racing Organisation                        | BRM           | BRM P25 2,5 L4                                       | P25 P48      | Jo Bonnier                | 1–2, 4–8, 10 |
| BRM P48           | Owen Racing Organisation                        | BRM           | BRM P25 2,5 L4                                       | P25 P48      | Graham Hill               | 1–2, 4–8, 10 |
| BRM P48           | Owen Racing Organisation                        | BRM           | BRM P25 2,5 L4                                       | P25 P48      | Dan Gurney                | 2, 4–8, 10   |
| Cooper T53        | Cooper Car Company                              | Cooper        | Climax FPF 2,5 L4                                    | T51 T53      | Bruce McLaren             | 1–2, 4–8, 10 |
| Cooper T53        | Cooper Car Company                              | Cooper        | Climax FPF 2,5 L4                                    | T51 T53      | Jack Brabham              | 1–2, 4–8, 10 |
| Cooper T53        | Cooper Car Company                              | Cooper        | Climax FPF 2,5 L4                                    | T51 T53      | Chuck Daigh               | 7            |
| Cooper T53        | Cooper Car Company                              | Cooper        | Climax FPF 2,5 L4                                    | T51 T53      | Ron Flockhart             | 10           |
| Ferrari 246 F1    | Scuderia Ferrari                                | Ferrari       | Ferrari 155 2,4 V6 Ferrari 171 2,4 V6 Ferrari 1,5 V6 | 246 F1 246 P | Phil Hill                 | 1–2, 4–9     |
| Ferrari 246 F1    | Scuderia Ferrari                                | Ferrari       | Ferrari 155 2,4 V6 Ferrari 171 2,4 V6 Ferrari 1,5 V6 | 246 F1 246 P | Wolfgang von Trips        | 1–2, 4–9     |
| Ferrari 246 F1    | Scuderia Ferrari                                | Ferrari       | Ferrari 155 2,4 V6 Ferrari 171 2,4 V6 Ferrari 1,5 V6 | 246 F1 246 P | Cliff Allison             | 1–2          |
| Ferrari 246 F1    | Scuderia Ferrari                                | Ferrari       | Ferrari 155 2,4 V6 Ferrari 171 2,4 V6 Ferrari 1,5 V6 | 246 F1 246 P | José Froilán González     | 1            |
| Ferrari 246 F1    | Scuderia Ferrari                                | Ferrari       | Ferrari 155 2,4 V6 Ferrari 171 2,4 V6 Ferrari 1,5 V6 | 246 F1 246 P | Richie Ginther            | 2, 4, 9      |
| Ferrari 246 F1    | Scuderia Ferrari                                | Ferrari       | Ferrari 155 2,4 V6 Ferrari 171 2,4 V6 Ferrari 1,5 V6 | 246 F1 246 P | Willy Mairesse            | 5–6, 9       |
| JBW 59            | J.B. Naylor                                     | JBW           | Maserati 250S 2,5 L4                                 | 59           | Brian Naylor              | 2, 7, 9–10   |
| Lotus 18          | Team Lotus                                      | Lotus         | Climax FPF 2,5 L4                                    | 18 16        | Innes Ireland             | 1–2, 4–8, 10 |
| Lotus 18          | Team Lotus                                      | Lotus         | Climax FPF 2,5 L4                                    | 18 16        | Alan Stacey               | 1–2, 4–5     |
| Lotus 18          | Team Lotus                                      | Lotus         | Climax FPF 2,5 L4                                    | 18 16        | Alberto Rodriguez Larreta | 1            |
| Lotus 18          | Team Lotus                                      | Lotus         | Climax FPF 2,5 L4                                    | 18 16        | John Surtees              | 2, 7–8, 10   |
| Lotus 18          | Team Lotus                                      | Lotus         | Climax FPF 2,5 L4                                    | 18 16        | Jim Clark                 | 4–8, 10      |
| Lotus 18          | Team Lotus                                      | Lotus         | Climax FPF 2,5 L4                                    | 18 16        | Ron Flockhart             | 6            |
| Maserati 250F     | Giorgio Scarlatti                               | Maserati      | Maserati 250F1 2,5 L6                                | 250F         | Giorgio Scarlatti         | 1            |
| Maserati 250F     | Nasif Estéfano                                  | Maserati      | Maserati 250F1 2,5 L6                                | 250F         | Nasif Estéfano            | 1            |
| Maserati 250F     | Antonio Creus                                   | Maserati      | Maserati 250F1 2,5 L6                                | 250F         | Antonio Creus             | 1            |
| Maserati 250F     | Gino Munaron                                    | Maserati      | Maserati 250F1 2,5 L6                                | 250F         | Gino Munaron              | 1            |
| Maserati 250F     | Ettore Chimeri                                  | Maserati      | Maserati 250F1 2,5 L6                                | 250F         | Ettore Chimeri            | 1            |
| Maserati 250F     | H.H. Gould                                      | Maserati      | Maserati 250F1 2,5 L6                                | 250F         | Horace Gould              | 9            |
| Maserati 250F     | Joe Lubin                                       | Maserati      | Maserati 250S 2,5 L4                                 | 250F         | Bob Drake                 | 10           |
| Porsche 718/2     | Dr Ing F. Porsche KG Porsche System Engineering | Porsche       | Porsche 547/3 1,5 F4                                 | 718/2        | Edgar Barth               | 9            |
| Porsche 718/2     | Dr Ing F. Porsche KG Porsche System Engineering | Porsche       | Porsche 547/3 1,5 F4                                 | 718/2        | Hans Herrmann             | 9            |
| Scarab F1         | Reventlow Automobiles Inc.                      | Scarab        | Scarab 2,5 L4                                        | F1           | Chuck Daigh               | 2, 4–6, 10   |
| Scarab F1         | Reventlow Automobiles Inc.                      | Scarab        | Scarab 2,5 L4                                        | F1           | Lance Reventlow           | 2, 4–5       |
| Scarab F1         | Reventlow Automobiles Inc.                      | Scarab        | Scarab 2,5 L4                                        | F1           | Richie Ginther            | 6            |
|                   | Vandervell Products                             | Vanwall       | Vanwall 254 2,5 L4                                   | VW 11        | Tony Brooks               | 6            |

Piloții și echipele private care nu și-au construit propriul șasiu și au folosit șasiurile constructorilor existenți sunt arătați mai jos.
| Concurent                          | Constructor afiliat | Motor                | Șasiu | Piloți                  | Piloți          |
| ---------------------------------- | ------------------- | -------------------- | ----- | ----------------------- | --------------- |
| Concurent                          | Constructor afiliat | Motor                | Șasiu | Numele pilotului        | Etape           |
| Scuderia Centro Sud                | Cooper              | Maserati 250S 2,5 L4 | T51   | Roberto Bonomi          | 1               |
| Scuderia Centro Sud                | Cooper              | Maserati 250S 2,5 L4 | T51   | Carlos Menditéguy       | 1               |
| Scuderia Centro Sud                | Cooper              | Maserati 250S 2,5 L4 | T51   | Masten Gregory          | 2, 4, 6–8       |
| Scuderia Centro Sud                | Cooper              | Maserati 250S 2,5 L4 | T51   | Ian Burgess             | 2, 6–7, 10      |
| Scuderia Centro Sud                | Cooper              | Maserati 250S 2,5 L4 | T51   | Maurice Trintignant     | 2, 4, 6, 10     |
| Scuderia Centro Sud                | Cooper              | Maserati 250S 2,5 L4 | T51   | Mário de Araújo Cabral  | 8               |
| Scuderia Centro Sud                | Cooper              | Maserati 250S 2,5 L4 | T51   | Alfonso Thiele          | 9               |
| Scuderia Centro Sud                | Cooper              | Maserati 250S 2,5 L4 | T51   | Wolfgang von Trips      | 10              |
| Ecurie Bleue                       | Cooper              | Climax FPF 2,2 L4    | T51   | Harry Schell            | 1               |
| R.R.C. Walker Racing Team          | Lotus               | Climax FPF 2,5 L4    | 18    | Stirling Moss           | 2, 4–5, 8, 10   |
| R.R.C. Walker Racing Team          | Cooper              | Climax FPF 2,5 L4    | T51   | Stirling Moss           | 1               |
| R.R.C. Walker Racing Team          | Cooper              | Climax FPF 2,5 L4    | T51   | Maurice Trintignant     | 1               |
| R.R.C. Walker Racing Team          | Cooper              | Climax FPF 2,5 L4    | T51   | Lance Reventlow         | 7               |
| Fred Tuck Cars                     | Cooper              | Climax FPF 2,5 L4    | T51   | Bruce Halford           | 2               |
| Fred Tuck Cars                     | Cooper              | Climax FPF 2,5 L4    | T51   | Lucien Bianchi          | 6–7             |
| High Efficiency Motors C.T. Atkins | Cooper              | Climax FPF 2,5 L4    | T51   | Roy Salvadori           | 2, 10           |
| High Efficiency Motors C.T. Atkins | Cooper              | Climax FPF 2,5 L4    | T51   | Jack Fairman            | 7               |
| Yeoman Credit Racing Team          | Cooper              | Climax FPF 2,5 L4    | T51   | Chris Bristow           | 2, 4–5          |
| Yeoman Credit Racing Team          | Cooper              | Climax FPF 2,5 L4    | T51   | Tony Brooks             | 2, 4–5, 7–8, 10 |
| Yeoman Credit Racing Team          | Cooper              | Climax FPF 2,5 L4    | T51   | Henry Taylor            | 4, 6–8, 10      |
| Yeoman Credit Racing Team          | Cooper              | Climax FPF 2,5 L4    | T51   | Olivier Gendebien       | 5–8, 10         |
| Yeoman Credit Racing Team          | Cooper              | Climax FPF 2,5 L4    | T51   | Bruce Halford           | 6               |
| Yeoman Credit Racing Team          | Cooper              | Climax FPF 2,5 L4    | T51   | Phil Hill               | 10              |
| Scuderia Eugenio Castellotti       | Cooper              | Castellotti 2,5 L4   | T51   | Gino Munaron            | 2, 6–7, 9       |
| Scuderia Eugenio Castellotti       | Cooper              | Castellotti 2,5 L4   | T51   | Giorgio Scarlatti       | 2, 9            |
| Scuderia Eugenio Castellotti       | Cooper              | Castellotti 2,5 L4   | T51   | Giulio Cabianca         | 9               |
| Ecurie Maarsbergen                 | Cooper              | Climax FPF 1,5 L4    | T51   | Carel Godin de Beaufort | 4               |
| Taylor-Crawley Racing Team         | Lotus               | Climax FPF 2,5 L4    | 18    | Mike Taylor             | 5               |
| Equipe Nationale Belge             | Cooper              | Climax FPF 2,5 L4    | T45   | Lucien Bianchi          | 5               |
| Robert Bodle Ltd                   | Lotus               | Climax FPF 2,5 L4    | 16    | David Piper             | 6–7             |
| Gilby Engineering                  | Cooper              | Maserati 250S 2,5 L4 | T45   | Keith Greene            | 7               |
| Arthur Owen                        | Cooper              | Climax FPF 2,2 L4    | T45   | Arthur Owen             | 9               |
| Wolfgang Seidel                    | Cooper              | Climax FPF 1,5 L4    | T45   | Wolfgang Seidel         | 9               |
| Scuderia Colonia                   | Cooper              | Climax FPF 1,5 L4    | T43   | Piero Drogo             | 9               |
| Equipe Prideaux/Dick Gibson        | Cooper              | Climax FPF 1,5 L4    | T43   | Vic Wilson              | 9               |
| Jim Hall                           | Lotus               | Climax FPF 2,5 L4    | 18    | Jim Hall                | 10              |
| Fred Armbruster                    | Cooper              | Ferrari 107 2,5 L4   | T51   | Pete Lovely             | 10              |

- Notă: Tabelele de mai sus nu includ piloții și echipele care au participat doar la cursa de Campionat Mondial de la Indianapolis.

## Calendar
Următoarele nouă Mari Premii și Indianapolis 500 au avut loc în 1960.
| 1.                                      | 2.                                           | 3.                                       | 4.                                      |
| --------------------------------------- | -------------------------------------------- | ---------------------------------------- | --------------------------------------- |
| Marele Premiu al Argentinei 7 februarie | Marele Premiu al Principatului Monaco 29 mai | Indianapolis 500 30 mai                  | Marele Premiu al Țărilor de Jos 6 iunie |
| Oscar Alfredo Gálvez (P)                | Monaco (S)                                   | Indianapolis (P)                         | Zandvoort (P)                           |
| 5.                                      | 6.                                           | 7.                                       | 8.                                      |
| Marele Premiu al Belgiei 19 iunie       | Marele Premiu al Franței 3 iulie             | Marele Premiu al Marii Britanii 16 iulie | Marele Premiu al Portugaliei 14 august  |
| Spa-Francorchamps (S)                   | Reims-Gueux (S)                              | Silverstone (P)                          | Boavista (S)                            |
| 9.                                      | 10.                                          |                                          |                                         |
| Marele Premiu al Italiei 4 septembrie   | Marele Premiu al Statelor Unite 20 noiembrie |                                          |                                         |
| Monza (P)                               | Riverside (P)                                |                                          |                                         |
| (P) - pistă; (S) - stradă.              |                                              |                                          |                                         |

### Schimbări la calendar
- Marele Premiu al Argentinei a revenit în calendarul Formulei 1 pentru 1960; cursa din 1959 a fost anulată din cauza retragerii unor „eroi” locali precum Juan Manuel Fangio și Jose Froilan Gonzalez, plus că nu a existat niciun interes local pentru cursă.
- Marele Premiu al Belgiei a revenit și el în calendar; cursa din 1959 a fost anulată din cauza unei dispute privind banii de start.
- Marele Premiu al Marii Britanii a fost mutat de la Aintree la Silverstone, în conformitate cu aranjamentul de partajare a evenimentelor dintre cele două circuite.
- Marele Premiu al Portugaliei a fost mutat de la Circuito de Monsanto la Circuito da Boavista, în conformitate cu aranjamentul de partajare a evenimentelor dintre cele două circuite.
- Marele Premiu al Statelor Unite a fost mutat de la Sebring International Raceway la Riverside International Raceway, deoarece promotorii de la Sebring abia au ajuns pe profit.
- Marele Premiu al Germaniei trebuia să se desfășoare pe circuitul AVUS din Berlin, dar a fost desfășurat ca o cursă de Formula 2, în schimb, pe Nürburgring, pe configurația Südschleife.[3][4][5]
- Marele Premiu al Marocului a fost programat inițial pentru 1 octombrie, dar a fost anulat din motive financiare.[6]

## Rezultate și clasamente

### Marile Premii
| Etapa | Mare Premiu                | Pole position | Cel mai rapid tur                    | Pilotul câștigător | Constructorul câștigător | Lider | Lider |
| Etapa | Mare Premiu                | Pole position | Cel mai rapid tur                    | Pilotul câștigător | Constructorul câștigător | Pilot | Dif.  |
| ----- | -------------------------- | ------------- | ------------------------------------ | ------------------ | ------------------------ | ----- | ----- |
| 1     | MP al Argentinei           | Stirling Moss | Stirling Moss                        | Bruce McLaren      | Cooper-Climax            | MCL   | 2     |
| 2     | MP al Principatului Monaco | Stirling Moss | Bruce McLaren                        | Stirling Moss      | Lotus-Climax             | MCL   | 6     |
| 3     | Indianapolis 500           | Eddie Sachs   | Jim Rathmann                         | Jim Rathmann       | Watson-Offenhauser       | MCL   | 6     |
| 4     | MP al Țărilor de Jos       | Stirling Moss | Stirling Moss                        | Jack Brabham       | Cooper-Climax            | MCL   | 3     |
| 5     | MP al Belgiei              | Jack Brabham  | Jack Brabham Innes Ireland Phil Hill | Jack Brabham       | Cooper-Climax            | MCL   | 4     |
| 6     | MP al Franței              | Jack Brabham  | Jack Brabham                         | Jack Brabham       | Cooper-Climax            | BRA   | 0     |
| 7     | MP al Marii Britanii       | Jack Brabham  | Graham Hill                          | Jack Brabham       | Cooper-Climax            | BRA   | 5     |
| 8     | MP al Portugaliei          | John Surtees  | John Surtees                         | Jack Brabham       | Cooper-Climax            | BRA   | 7     |
| 9     | MP al Italiei              | Phil Hill     | Phil Hill                            | Phil Hill          | Ferrari                  | BRA   | 7     |
| 10    | MP al Statelor Unite       | Stirling Moss | Jack Brabham                         | Stirling Moss      | Lotus-Climax             | BRA   | 9     |

### Clasament Campionatul Mondial al Piloților
Punctele au fost acordate pe o bază de 8–6–4–3–2–1 primilor șase clasați în fiecare cursă. Doar cele mai bune șase rezultate au fost luate în considerare pentru Campionatul Mondial. FIA nu a acordat o clasificare în campionat acelor piloți care nu au obținut puncte.
| Poz. | Pilot                     | ARG  | MCO | 500 | NLD  | BEL  | FRA  | GBR | PRT   | ITA   | USA | Puncte  |
| ---- | ------------------------- | ---- | --- | --- | ---- | ---- | ---- | --- | ----- | ----- | --- | ------- |
| 1    | Jack Brabham              | Ab   | DSC |     | 1    | 1P R | 1P R | 1P  | 1     | [ c ] | 4R  | 43      |
| 2    | Bruce McLaren             | 1    | 2R  |     | Ab   | 2    | 3    | (4) | 2     |       | 3   | 34 (37) |
| 3    | Stirling Moss             | 3P R | 1P  |     | 4P R | NS   |      |     | DSC   |       | 1P  | 19      |
| 4    | Innes Ireland             | 6    | 9   |     | 2    | AbR  | 7    | 3   | 6     |       | 2   | 18      |
| 5    | Phil Hill                 | 8    | 3   |     | Ab   | 4R   | 12   | 7   | Ab    | 1P R  | 6   | 16      |
| 6    | Olivier Gendebien         |      |     |     |      | 3    | 2    | 9   | 7     |       | 12  | 10      |
| 7    | Wolfgang von Trips        | 5    | 8   |     | 5    | Ab   | 11   | 6   | 4     | 5     | 9   | 10      |
| 8    | Jim Rathmann              |      |     | 1R  |      |      |      |     |       |       |     | 8       |
| 9    | Richie Ginther            |      | 6   |     | 6    |      | NS   |     |       | 2     |     | 8       |
| 10   | Jim Clark                 |      |     |     | Ab   | 5    | 5    | 16  | 3     |       | 16  | 8       |
| 11   | Tony Brooks               |      | 4   |     | Ab   | Ab   | Ab   | 5   | 5     |       | Ab  | 7       |
| 12   | John Surtees              |      | Ab  |     |      |      |      | 2   | AbP R |       | Ab  | 6       |
| 13   | Cliff Allison             | 2    | NSC |     |      |      |      |     |       |       |     | 6       |
| 14   | Rodger Ward               |      |     | 2   |      |      |      |     |       |       |     | 6       |
| 15   | Graham Hill               | Ab   | 7   |     | 3    | Ab   | Ab   | AbR | Ab    |       | Ab  | 4       |
| 16   | Willy Mairesse            |      |     |     |      | Ab   | Ab   |     |       | 3     |     | 4       |
| 17   | Paul Goldsmith            |      |     | 3   |      |      |      |     |       |       |     | 4       |
| 18   | Jo Bonnier                | 7    | 5   |     | Ab   | Ab   | Ab   | Ab  | Ab    |       | 5   | 4       |
| 19   | Henry Taylor              |      |     |     | 7    |      | 4    | 8   | NSC   |       | 14  | 3       |
| 20   | Carlos Menditéguy         | 4    |     |     |      |      |      |     |       |       |     | 3       |
| 21   | Don Branson               |      |     | 4   |      |      |      |     |       |       |     | 3       |
| 22   | Giulio Cabianca           |      |     |     |      |      |      |     |       | 4     |     | 3       |
| 23   | Johnny Thomson            |      |     | 5   |      |      |      |     |       |       |     | 2       |
| 24   | Lucien Bianchi            |      |     |     |      | 6    | Ab   | Ab  |       |       |     | 1       |
| 25   | Ron Flockhart             |      |     |     |      |      | 6    |     |       |       | Ab  | 1       |
| 26   | Eddie Johnson             |      |     | 6   |      |      |      |     |       |       |     | 1       |
| 27   | Hans Herrmann             |      |     |     |      |      |      |     |       | 6     |     | 1       |
| —    | Maurice Trintignant       | 3    | Ab  |     | Ab   |      | Ab   | 11  |       |       | 15  | 0       |
| —    | Lloyd Ruby                |      |     | 7   |      |      |      |     |       |       |     | 0       |
| —    | Edgar Barth               |      |     |     |      |      |      |     |       | 7     |     | 0       |
| —    | Jim Hall                  |      |     |     |      |      |      |     |       |       | 7   | 0       |
| —    | Roy Salvadori             |      | Ab  |     | NS   |      |      | Ab  |       |       | 8   | 0       |
| —    | Bruce Halford             |      | NSC |     |      |      | 8    |     |       |       |     | 0       |
| —    | Bob Veith                 |      |     | 8   |      |      |      |     |       |       |     | 0       |
| —    | Carel Godin de Beaufort   |      |     |     | 8    |      |      |     |       |       |     | 0       |
| —    | Piero Drogo               |      |     |     |      |      |      |     |       | 8     |     | 0       |
| —    | Masten Gregory            | 12   | NSC |     | NS   |      | 9    | 14  | Ab    |       |     | 0       |
| —    | Alberto Rodriguez Larreta | 9    |     |     |      |      |      |     |       |       |     | 0       |
| —    | Bud Tingelstad            |      |     | 9   |      |      |      |     |       |       |     | 0       |
| —    | Wolfgang Seidel           |      |     |     |      |      |      |     |       | 9     |     | 0       |
| —    | Dan Gurney                |      | NC  |     | Ab   | Ab   | Ab   | 10  | Ab    |       |     | 0       |
| —    | Chuck Daigh               |      | NSC |     | NS   | Ab   | NS   | Ab  |       |       | 10  | 0       |
| —    | Ian Burgess               |      | NSC |     |      |      | 10   | Ab  |       |       | Ab  | 0       |
| —    | José Froilán González     | 10   |     |     |      |      |      |     |       |       |     | 0       |
| —    | Bob Christie              |      |     | 10  |      |      |      |     |       |       |     | 0       |
| —    | Fred Gamble               |      |     |     |      |      |      |     |       | 10    |     | 0       |
| —    | Roberto Bonomi            | 11   |     |     |      |      |      |     |       |       |     | 0       |
| —    | Red Amick                 |      |     | 11  |      |      |      |     |       |       |     | 0       |
| —    | Pete Lovely               |      |     |     |      |      |      |     |       |       | 11  | 0       |
| —    | David Piper               |      |     |     |      |      | Ab   | 12  |       |       |     | 0       |
| —    | Duane Carter              |      |     | 12  |      |      |      |     |       |       |     | 0       |
| —    | Gino Munaron              | 13   |     |     |      |      | Ab   | 15  |       | Ab    |     | 0       |
| —    | Brian Naylor              |      | NSC |     |      |      |      | 13  |       | Ab    | Ab  | 0       |
| —    | Bill Homeier              |      |     | 13  |      |      |      |     |       |       |     | 0       |
| —    | Bob Drake                 |      |     |     |      |      |      |     |       |       | 13  | 0       |
| —    | Nasif Estéfano            | 14   |     |     |      |      |      |     |       |       |     | 0       |
| —    | Gene Hartley              |      |     | 14  |      |      |      |     |       |       |     | 0       |
| —    | Chuck Stevenson           |      |     | 15  |      |      |      |     |       |       |     | 0       |
| —    | Bobby Grim                |      |     | 16  |      |      |      |     |       |       |     | 0       |
| —    | Alan Stacey               | Ab   | Ab  |     | Ab   | Ab   |      |     |       |       |     | 0       |
| —    | Chris Bristow             |      | Ab  |     | Ab   | Ab   |      |     |       |       |     | 0       |
| —    | Giorgio Scarlatti         | Ab   | NSC |     |      |      |      |     |       | Ab    |     | 0       |
| —    | Lance Reventlow           |      | NSC |     | NS   | Ab   |      | NS  |       |       |     | 0       |
| —    | Harry Schell              | Ab   |     |     |      |      |      |     |       |       |     | 0       |
| —    | Ettore Chimeri            | Ab   |     |     |      |      |      |     |       |       |     | 0       |
| —    | Antonio Creus             | Ab   |     |     |      |      |      |     |       |       |     | 0       |
| —    | Shorty Templeman          |      |     | Ab  |      |      |      |     |       |       |     | 0       |
| —    | Jim Hurtubise             |      |     | Ab  |      |      |      |     |       |       |     | 0       |
| —    | Jimmy Bryan               |      |     | Ab  |      |      |      |     |       |       |     | 0       |
| —    | Troy Ruttman              |      |     | Ab  |      |      |      |     |       |       |     | 0       |
| —    | Eddie Sachs               |      |     | AbP |      |      |      |     |       |       |     | 0       |
| —    | Don Freeland              |      |     | Ab  |      |      |      |     |       |       |     | 0       |
| —    | Tony Bettenhausen         |      |     | Ab  |      |      |      |     |       |       |     | 0       |
| —    | Wayne Weiler              |      |     | Ab  |      |      |      |     |       |       |     | 0       |
| —    | A. J. Foyt                |      |     | Ab  |      |      |      |     |       |       |     | 0       |
| —    | Eddie Russo               |      |     | Ab  |      |      |      |     |       |       |     | 0       |
| —    | Johnny Boyd               |      |     | Ab  |      |      |      |     |       |       |     | 0       |
| —    | Gene Force                |      |     | Ab  |      |      |      |     |       |       |     | 0       |
| —    | Jim McWithey              |      |     | Ab  |      |      |      |     |       |       |     | 0       |
| —    | Len Sutton                |      |     | Ab  |      |      |      |     |       |       |     | 0       |
| —    | Dick Rathmann             |      |     | Ab  |      |      |      |     |       |       |     | 0       |
| —    | Al Herman                 |      |     | Ab  |      |      |      |     |       |       |     | 0       |
| —    | Dempsey Wilson            |      |     | Ab  |      |      |      |     |       |       |     | 0       |
| —    | Jack Fairman              |      |     |     |      |      |      | Ab  |       |       |     | 0       |
| —    | Keith Greene              |      |     |     |      |      |      | Ab  |       |       |     | 0       |
| —    | Mario de Araujo Cabral    |      |     |     |      |      |      |     | Ab    |       |     | 0       |
| —    | Alfonso Thiele            |      |     |     |      |      |      |     |       | Ab    |     | 0       |
| —    | Vic Wilson                |      |     |     |      |      |      |     |       | Ab    |     | 0       |
| —    | Arthur Owen               |      |     |     |      |      |      |     |       | Ab    |     | 0       |
| —    | Mike Taylor               |      |     |     |      | NS   |      |     |       |       |     | 0       |
| —    | Horace Gould              |      |     |     |      |      |      |     |       | NS    |     | 0       |
| Poz. | Pilot                     | ARG  | MCO | 500 | NLD  | BEL  | FRA  | GBR | PRT   | ITA   | USA | Puncte  |

| Legendă      | Legendă                                            |
| Culoare      | Rezultat                                           |
| ------------ | -------------------------------------------------- |
| Auriu        | Câștigător                                         |
| Argintiu     | Locul 2                                            |
| Bronz        | Locul 3                                            |
| Verde        | Alte locuri care punctează                         |
| Albastru     | Alte locuri                                        |
| Albastru     | Nu s-a clasat, dar a terminat cursa (NC)           |
| Purpuriu     | A abandonat cursa (Ab)                             |
| Negru        | Descalificat (DSC)                                 |
| Alb          | Nu a luat startul (NS)                             |
| Roșu         | Nu s-a calificat (NSC)                             |
| Fără culoare | Retras înainte de calificări (Ret)                 |
| Fără culoare | Exclus (EX)                                        |
| Fără culoare | Nu a participat (celulă goală)                     |
| Adnotare     | Însemnătate                                        |
| P            | Pole position                                      |
| R            | Cel mai rapid tur                                  |
| (6)          | Rezultatul nu a fost luat în considerare pentru CM |
| 1            | A împărțit mașina cu unul sau mai mulți piloți     |

### Clasament Cupa Internațională pentru Constructorii de F1
Punctele au fost acordate pe o bază de 8–6–4–3–2–1 primilor șase clasați în fiecare cursă (excluzând Indianapolis 500), dar numai primei mașini care a terminat pentru fiecare constructor. Doar cele mai bune șase rezultate au fost luate în considerare pentru Cupa Internațională.
| Poz. | Constructor           | ARG | MCO | NLD | BEL | FRA | GBR | PRT | ITA | USA | Puncte  |
| ---- | --------------------- | --- | --- | --- | --- | --- | --- | --- | --- | --- | ------- |
| 1    | Cooper-Climax         | 1   | (2) | 1   | 1   | 1   | 1   | 1   | 8   | (3) | 48 (58) |
| 2    | Lotus-Climax          | (6) | 1   | 2   | 5   | (5) | 2   | 3   |     | 1   | 34 (37) |
| 3    | Ferrari               | 2   | 3   | 5   | 4   | 11  | (6) | 4   | 1   |     | 26 (27) |
| 4    | BRM                   | 7   | 5   | 3   | Ab  | Ab  | 10  | Ab  |     | 5   | 8       |
| 5    | Cooper-Maserati       | 4   | Ab  | Ab  |     | 9   | 14  | Ab  | Ab  | 9   | 3       |
| 6    | Cooper-Castellotti    |     | NSC |     |     | Ab  | 15  |     | 4   |     | 3       |
| 7    | Porsche               |     |     |     |     |     |     |     | 6   |     | 1       |
| —    | Behra-Porsche-Porsche | 12  |     |     |     |     |     |     | 10  |     | 0       |
| —    | Scarab                |     | NSC | NS  | Ab  | NS  |     |     |     | 10  | 0       |
| —    | Aston Martin          |     |     | NS  |     |     | 11  |     |     |     | 0       |
| —    | Cooper-Ferrari        |     |     |     |     |     |     |     |     | 11  | 0       |
| —    | Maserati              | 13  |     |     |     |     |     |     | NS  | 13  | 0       |
| —    | JBW-Maserati          |     | NSC |     |     |     | 13  |     | Ab  | Ab  | 0       |
| —    | Vanwall               |     |     |     |     | Ab  |     |     |     |     | 0       |
| Poz. | Constructor           | ARG | MCO | NLD | BEL | FRA | GBR | PRT | ITA | USA | Puncte  |

| Legendă      | Legendă                                            |
| Culoare      | Rezultat                                           |
| ------------ | -------------------------------------------------- |
| Auriu        | Câștigător                                         |
| Argintiu     | Locul 2                                            |
| Bronz        | Locul 3                                            |
| Verde        | Alte locuri care punctează                         |
| Albastru     | Alte locuri                                        |
| Albastru     | Nu s-a clasat, dar a terminat cursa (NC)           |
| Purpuriu     | A abandonat cursa (Ab)                             |
| Negru        | Descalificat (DSC)                                 |
| Alb          | Nu a luat startul (NS)                             |
| Roșu         | Nu s-a calificat (NSC)                             |
| Fără culoare | Retras înainte de calificări (Ret)                 |
| Fără culoare | Exclus (EX)                                        |
| Fără culoare | Nu a participat (celulă goală)                     |
| Adnotare     | Însemnătate                                        |
| P            | Pole position                                      |
| R            | Cel mai rapid tur                                  |
| (6)          | Rezultatul nu a fost luat în considerare pentru CM |
| 1            | A împărțit mașina cu unul sau mai mulți piloți     |

## Curse non-campionat
Alte cinci curse care nu au contat pentru Campionatul Mondial al Piloților sau Cupa Internațională pentru Constructorii de F1 au fost organizate pentru mașinile de Formula 1 în timpul sezonului.
| Numele cursei                  | Circuit      | Data          | Pilotul câștigător | Constructor   |
| ------------------------------ | ------------ | ------------- | ------------------ | ------------- |
| Trofeul Glover VIII            | Goodwood     | 18 aprilie    | Innes Ireland      | Lotus-Climax  |
| Trofeul Internațional BRDC XII | Silverstone  | 14 mai        | Innes Ireland      | Lotus-Climax  |
| Trofeul Silver City V          | Brands Hatch | 1 august      | Jack Brabham       | Cooper-Climax |
| Trofeul Lombank I              | Snetterton   | 17 septembrie | Innes Ireland      | Lotus-Climax  |
| Cupa Internațională de Aur VII | Oulton Park  | 24 septembrie | Stirling Moss      | Lotus-Climax  |